# Coach (série télévisée)
Coach est une sitcom américaine en 200 épisodes de 24 minutes créée par Barry Kemp et diffusée du 28 février 1989 au 14 mai 1997 sur le réseau ABC.

## Synopsis
Le personnage principal, Hayden Fox, joué par Craig T. Nelson, est l'entraîneur principal d'une équipe de football américain nommée les Screaming Eagles de l'Université d'État du Minnesota. Pour les deux dernières saisons de la série, l'entraîneur Fox prend la direction d'une équipe d'expansion fictive de la National Football League intitulée les Breakers d'Orlando.

## Distribution
- Craig T. Nelson : Hayden Fox
- Shelley Fabares : Christine Armstrong
- Jerry Van Dyke : Luther Van Dam
- Bill Fagerbakke : Michael « Dauber » Dybinski
- Clare Carey : Kelly Fox (saisons 1 à 7)

## Commentaires
Les épisodes de Coach, Une maman formidable (Grace Under Fire), Le Drew Carey Show et Ellen diffusés le 26 février 1997 sur ABC font partie d'un cross-over se déroulant à Las Vegas.